# Pointage (arme)
Ne doit pas être confondu avec Arme de pointage.
Le pointage d'une arme désigne le positionnement de celle-ci dans le but d'atteindre une cible.
En artillerie, le pointage est un processus consistant en une combinaison d'actions visant à ajuster :
- le gisement ou azimut : pivotement horizontal, par exemple par virage du véhicule ou par chariotage ((en) traversing) du support.
- la portée : hausse verticale.

Le pointage peut s'effectuer par visée directe, où le pointeur voit la cible et pointe l'arme vers elle.  Il peut s'effectuer par visée indirecte, où le pointeur dispose d'informations (coordonnées, points de repère...) sur base desquelles il calcule le positionnement de l'arme.  Tant en visée directe qu'indirecte, le pointeur peut aussi tenir compte du mouvement de la cible, de l'effet du vent sur la munition ou les projectiles, de l'effet de gravité, etc.